# Giuseppe Mazzoni
Pour les articles homonymes, voir Mazzoni.
Giuseppe Mazzoni (né le 16 décembre 1808 à Prato et mort le 11 mai 1880 dans la même ville) est un homme politique italien du XIXe siècle, acteur important du Risorgimento.

## Biographie
Diplômé en droit de l'université de Pise, Giuseppe Mazzoni embrasse, à la fin de son adolescence, les idéaux démocratiques et mazziniens. Appelé à faire partie, en 1835, de l'Académie des Inféconds pratèse (Accademia degli Infecondi), il prend part à des actions politiques toujours plus importantes.
En 1847, il collabore au journal l'Alba puis créé son propre journal l'Inflessible (8 juillet-août 1848).
Il participe aux mouvements révolutionnaires de 1848 et en 1849, après la fuite du grand-duc de Toscane, il est d'abord nommé Ministre de la justice (1848), puis il devient le troisième homme du triumvirat avec Giuseppe Montanelli et Francesco Domenico Guerrazzi au sein du gouvernement provisoire de la Toscane (février 1849). Après la restauration, il s'exile à l'étranger pendant dix ans : d'abord à Marseille, puis à Paris et pour finir à Madrid.
Fatigué et découragé, Giuseppe Mazzoni rentre en 1859 en Italie, où il exprime son opposition à l'annexion de la Toscane par le royaume de Sardaigne, appelant à une structure fédérale dans le cadre d'un nouvel État, afin de protéger l'autonomie de la Toscane. Toutefois, il est élu député au parlement du royaume d'Italie et devient sénateur. Pour la cohérence et l'intransigeance de ses positions, il est surnommé le « Catone toscan ».
Dans sa ville, il fonde un mouvement fédéral, inspiré du groupe homonyme créé quelques années plus tôt en Lombardie par Carlo Cattaneo et Giuseppe Ferrari, qui était composé par des étudiants, des artistes, des garibaldiens, des ex-mazziniens (celui-ci étant opposé à une vision fédérale de l'Italie). Il est rejoint par Mario Alberto, un adepte de Cattaneo.
Élu député en 1870, il démissionne en 1876 lors de sa nomination en tant que sénateur.
Giuseppe Mazzoni est élu, le 7 septembre 1870, grand maître du Grand Orient d'Italie, poste qu'il occupe jusqu'à son décès. Fondée à Turin en 1877, la loge « P2 » doit son origine au Grand Orient.
Un monument, érigé sur la place du Dôme, et une rue lui sont dédiés à Prato.

## Sources
- (it) Cet article est partiellement ou en totalité issu de l’article de Wikipédia en italien intitulé « Giuseppe Mazzoni » (voir la liste des auteurs).